# Імітаційне моделювання екомічних агентів

## Анотація
Агент-орієнтовані моделі (АОМ) добре відомі і широко використовуються в імітаційному моделюванні економічних процесів. АОМ дозволяє дослідникам, взяти до уваги їх багатокомпонентний ітеративний характер і уникнути труднощів, які можуть випливати з аналітичної постановки завдання. Стаття пропонує використання агентів Гільбоа-Шмейдлера, які а) мають обмежену раціональність процесу прийняття рішень, яку супроводжує обмін ресурсів; б) навчання, в той час як укладаються угоди, спрямовані на обмін цих ресурсів. Це те, що відрізняє їх від традиційних АОМ, де навчання і перенавчання не беруться до уваги. Однією з особливостей середовища взаємодії агента є можливість перерозподілу частини ресурсів шляхом оподаткування операцій. Вплив інститутів на успішність угоди також береться до уваги. Функціонування пропонованої АОМ демонструється за допомогою використання прикладів, які допускають в прості економічні інтерпретації.
Ключові слова: агент, орієнтована модель, агенти здатні до самонавчання, часткова раціональність

## Вступ
Агент-орієнтоване моделювання (АОМ) економічних процесів застосовується в тих випадках, коли аналітичні моделі надзвичайно складні. У цьому разі агенту приписуються якості частково розумної поведінки, і метою імітаційного моделювання (IM) є організувати їх взаємодію в рамках певної програмної системи. Процедура АОМ описана в літературі в припущенні незалежності і частковому інтелекті агентів [Epstein, 2005]. Робота [Adami, 1998] описує модель еволюційних агентів, а також робота [Makarov, 2006] фокусується на моделях, заснованих на агентах, які схожі один на одного і здатні взаємодіяти один з одним. Аналіз АОМ в економічному розумінні показується  в роботі [Bakhtizin, 2008].
Характерна риса агентів, яка використовується в економічному розумінні, це їх так звана обмежена раціональність. Г. Саймон був першим вченим, який звернув увагу до необхідності прийняття цієї обмеженої раціональності. З тих пір велика кількість робіт була зосереджена на прийнятті рішень учасниками ринку. Наприклад, в моделі Нельсона-Вінтера, агенти приймають рішення, засновані на моделі - процедури [Nelson, 1982]. У той же час, мета авторів не аналізувати їх походження і розвиток. I. Гільбоа і Д. Шмейдлер розробили теорію попереднього прийняття рішень. Відповідно до цієї теорії, правила прийняття рішень агентами будуть залежати від того, які рішення були прийняті ними в подібних ситуаціях, і до які результати вони отримали. Саме ця модель, обговорюватиметься в цій статті.

## Опис моделі

### Параметри агентів
Розвинені агенти АОМ спрямовані на задоволення своїх потреб в обсязі, визначеному стандартним споживчим кошиком. За ідеєю А. Маслоу, кожен агент задовольняє свої потреби в наступному порядку: фізіологічні потреби, потреби в безпеці, потреба в зв'язку з групою виробництва ресурсів, потреба в саморозвитку.
Кожен агент має один або кілька ресурсів, компетенції та бізнес-процеси. Для того, щоб продовжувати жити, він повинен використовувати певну кількість ресурсів, кількість яких залишається однаковою для всіх агентів. Бізнес-процес буде здійснюватися в результаті створення відповідного ресурсу, якщо його власник накопичив всі необхідні повноваження і ресурси. Агенти спричиняють укладення угоди з обміну ресурсами, компетенції та бізнес-процеси, прагнучи заповнити свій власний споживчий кошик. При цьому вони прагнуть реалізувати надлишкові ресурси, їх компетенції, а також виконання своїх бізнес-процесів.
У вихідному положенні для всіх агентів, ресурси, компетенції і бізнес-процеси, що належать ним є поданими. Початкові ймовірності успішності угоди для агентів можуть бути визначені. Як правило, цей показник дорівнює 0,5. Успішність угоди також може бути порушена установами, існуючої в модельованому штучному суспільстві. Установи можуть підтримувати угоди з певними ресурсами або обмежити їх. У зв'язку з цим, в початковій позиції успішність угоди визначається для кожного типу ресурсів. Інші фактори, що підлягають визначенню є податковими платежами в відсотках і стандартний споживчий кошик.

### Поведінка агентів
Докладніші відомості про процес збираються на кожному кроці моделювання. Агент споживає ресурси, наявні в його розпорядженні в кількості, що визначається стандартним споживчим кошиком. Якщо цих ресурсів не досить для задоволення перших потреб на рівні, то агент вмирає. Бізнес-процеси споживають ресурси і створюють нові ресурси, що належать агентами. Деякі ресурси споживаються бізнес-процесами в рамках декількох етапів моделювання в рівних частках. Ресурси, що залишилися після споживання і були створені на цьому етапі доставляються до ринку. Агенти проглядають ці ресурси, щоб знайти ресурси, для заповнення своїх споживчих кошиків і укладання угод, спрямованих на обмін цими ресурсами на ті, які вони мають. Зв'язок агентів здійснюється за допомогою єдиного інформаційного поля, як запропоновано в [Бандіні 2009].
Обмін ресурсів може мати місце, коли агент знаходить перший варіант, який він вважатиме відповідним. Успішність угоди залежить від вдалості ймовірності конкретного агента, справа успішності ймовірності в певному суспільстві, і підтримування або обмеження стосовно окремого виду угод інститутами суспільства. Елемент ймовірності додається до цієї процедури. Навчання агента моделюється тим, що при певному моделюванні кроку ймовірності успіху угоди певного виду збільшується, якщо на попередньому етапі угоди такого роду були успішними. Якщо угода не відбудеться, така ймовірність зменшується.
Результат одного кроку моделювання складається з розрахунку певного відсотка податку, який розподіляється як ресурси між агентами в рівних частках.

## Моделювання
Використовуючи запропоновану АОМ ми проаналізували залежність кількості зібраного податку на обсязі ставки податку і наскільки «потужною» є податкова установа. Агенти платять податок по закінченню кожної операції з обміну ресурсів. Зростання кількості угод призводить до збільшення обсягу зібраних податків. У той же час спостерігається зниження: а) в кількості ресурсів для майбутніх угод в розпорядженні агентів; б) продуктивність агентів, які не змогли зібрати ресурси для своїх бізнес-процесів. Рис. 1 показує зміну виробленого продукту (верхня крива) і податок (нижня крива) в залежності від ставки податку. Продукт і податок вимірюється сотнями стандартних споживчих кошиків; податкова ставка вимірюється у відсотках. Залежність між податковими надходженнями і податковою ставкою показана на рис. 2 більш детально. Верхня крива являє собою поведінку агента, коли ймовірність сплати податків близька до 1 - установа є «сильною». Нижня крива являє собою ситуацію, коли збір податків «слабкий». Прогноз кривої залишається незмінним. Ми можемо бачити, що збільшення обсягу, ще не стягнутих податків безпосередньо пов'язане зі зростанням числа угод у АОМ. Коли кількість угод зменшується кривоі стають ближче одна до одної. Результати моделювання знаходяться відповідно до критики кривої Лаффера в [Менк'ю, 2004].
При аналізі результатів моделювання ми розглянули поведінку агентів, коли замінюючий ресурс виходить на ринок. Замінюючий ресурс має кращі споживчі характеристики, ніж замінний ресурс. Його запис був обумовлений незадоволеним попитом на ресурс, необхідність для завершення бізнес-процесу. У початковому стані агентів, які не закуповують замінний ресурс, він має нижчу продуктивність. Купивши заміну, вони збільшують продуктивність своїх бізнес-процесів. Рис. 3 показує кількість успішних угод, в результаті покупки обох ресурсів. Ось X показує число ітерацій, в той час як вісь Y показує кількість угод. Ми можемо бачити, що замінник вводиться на18 етапі моделювання. Протягом цього періоду агенти навчилися купувати перший ресурс. Саме тому другий ресурс вперше придбаний агентами, які не могли придбати перший ресурс. Агенти, які на попередньому етапі постраждали від поганої угоди щодо першого ресурсу. Через деякий час замінників стає все більше. Різниця в графіках на рис. 3 зумовлюються випадковим характером успішності угод.
Криві, представлені тут, демонструють обмежену раціональність поведінки агентів. Дійсно, раціональний агент буде купувати кращий продукт відразу ж після його появи на ринку. Але це не відбувається через те, що агенти приймають рішення на основі того, що вони дізнаються від своїх попередніх угод.

## Висновок
Справжня робота передбачає використання агентів Гільбоа-Шмейдлера в багатоагентних економічних систем. Короткий опис умов навколишнього середовища, а також правила поведінки таких агентів також дано. ми провели перші експерименти з простими моделями, і вони довели справедливість зробленого підходу.
В майбутньому ми плануємо: а) розглянути більш складні моделі, використовуючи більш складні правила поведінки агента. б) порівняти поведінку АОМ з поведінкою реальних систем.